# Jolly Old St. Nicholas
Jolly Old St. Nicholas (= «Allegro, vecchio San Nicola/Babbo Natale») è una canzone natalizia statunitense, scritta probabilmente tra la seconda metà del XIX e l'inizio del XX secolo, di cui è sconosciuto sia l'autore che l'anno esatto di pubblicazione.
Alcuni musicologi attribuiscono il brano a Wilf Carter (1904 - 1996), altri – visto lo stile e, soprattutto, le notevoli similitudini con il brano Up on the Housetop – a Benjamin Hanby (1833 - 1867).

## Testo
La canzone si presenta come una lettera a Babbo Natale, a cui un bambino scrive di aver preparato la sua calza, ma di non sapere esattamente cosa desidera per regalo. Lo stesso hanno fatto i suoi fratellini Johnny, Susie e Nellie, i quali – al contrario di lui – hanno già scelto il proprio regalo, ovvero – rispettivamente – un paio di pattini, una bambola e un libro di racconti:
Jolly Old Saint Nicholas,

Lean your ear this way;

Don't you tell a single soul,

What I'm going to say
Christmas Eve is coming soon;

Now you dear old man,

Whisper what you'll bring to me;

Tell me if you can.
When the clock is striking twelve;

When I'm fast asleep,

Down the chimney broad and black,

With your pack you'll creep;

All the stockings you will find

Hanging in a row;

Mine will be the shortest one,

You'll be sure to know.
Johnny wants a pair of skates;

Susy wants a dolly;

Nellie wants a story book;

She thinks dolls are folly;

As for me, my little brain

Isn't very bright;

Choose for me, old Santa Claus,

What you think is right.
Recentemente è stato cambiato l'originario old Santa Claus dell'ultima strofa in dear Santa Claus.

## Versioni
La canzone è stata incisa da numerosi cantanti e gruppi, tra cui: Eddy Arnold, Chet Atkins, Steve Austeen, Connie Brown, Glen Campbell, Wilf Carter, The Countdown Kids, Tommy T. Hall, The Starlite Orchestra, Vienna Symphony Orchestra, ecc.